# التنوير الإيراني
حمل التنوير الإيراني (بالفارسية: روشنگری ایرانی)، الذي يُطلق عليه أحيانًا الجيل الأول من الحركات الفكرية في إيران، أفكارًا جديدة إلى المجتمع الإيراني التقليدي من منتصف القرن التاسع عشر إلى أوائل القرن العشرين. خلال حكم سلالة القاجار، وخاصة بعد هزيمة إيران في حربها مع الإمبراطورية الروسية، أدت التبادلات الثقافية إلى تكوين أفكار جديدة بين الطبقة المتعلمة في إيران. شجعت هذه الهزيمة العسكرية أيضًا القادة القاجاريين على مواجهة تخلف إيران والتغلب عليه. أدى إنشاء دار الفنون، أول جامعة حديثة في إيران، وقدوم أساتذة أجانب، إلى نشر أفكار المفكرين الأوروبيين في إيران، فأعقب ذلك أولى بوادر التنوير والحركات الفكرية فيها.
خلال هذه الفترة، شُكلت مجموعات فكرية في تنظيمات وجمعيات سرية. كان من بين هذه التنظيمات السرية فراموش خانه (جمعية السلوان) (على غرار المحافل الماسونية) لميرزا ملكم خان وجمعية الأخوة وجمعية الإنسانية وجمعية مخدرات الوطن. نشرت هذه المجموعات أفكارها من خلال توزيع المنشورات والصحف. أكدت هذه التنظيمات السرية على ضرورة إصلاح الأراضي والنظام الإداري وتقليص دور رجال الدين في المجتمع، وكذلك تقييد الحكام في إطار القانون.
استند المفكرون الإيرانيون العلمانيون في عملهم إلى مواجهة التقاليد الدينية. تحدتهم طائفة الإسلام الشيعة التي اختلطت بالخرافات من جهة، ومن جهة أخرى، وفقًا لعلي أكبر ولايتي، فإن التشدد والتحيز الفكري لبعض المتدينين تسبب في تدهور فكري علمي.
من مفكري هذه الفترة: ميرزا ملكم خان، وميرزا عبد الرحيم طالبوف، وميرزا فتالي أخوندوف، وإيراج ميرزا، وميرزاده عشقي، وعارف قزويني، وميرزا حسن رشدية، وميرزا آقا خان كرماني، وحسن تقي زاده، والأمير الكبير، وحيدر خان أموغلي. عبّر معظم هؤلاء المثقفين عن أفكارهم من خلال الشعر والخيال والقصص البسيطة والمواعظ التي كان من السهل على العامة فهمها وساعدت على نشر التنوير في جميع أنحاء إيران.
تجاوز الجيل الأول من المثقفين في إيران حدود البلاد وأثروا على دول الجوار مثل أفغانستان وعلى العالم العربي مثل مصر. تعاون أشخاص مثل جمال الدين الأفغاني مع معظم المفكرين العظماء من هذه الفترة في إيران.

## إصلاحات أمير كبير
أصبح أمير كبير رئيسًا لوزراء ناصر الدين شاه قاجار في عام 1848. أطلق خطة للإصلاح في إيران، بما في ذلك إنشاء دار الفنون، وتأسيس دورية الوقائع الجارية، وبدء الإصلاح الديني والاجتماعي، ومكافحة التعذيب. اكتمل بناء دار الفنون بعد يومين من إبعاد أمير كبير الذي أمر باستقدام أساتذة من أوروبا. دخل العلم والثقافة الغربيان إلى إيران بمجيء أساتذة أجانب مثل جاكوب إدوارد بولاك وألفريد جان بابتيست لومير ويوهان لويس شليمير وبدء عملهم في جامعة دار الفنون. عاد ميرزا ملكم خان إلى إيران للتدريس في دار الفنون، بعدما كان سفيرًا لإيران في بريطانيا.
قدم أمير كبير مساهمة كبيرة في تطوير اللغة الفارسية لتكون وسطًا حديثًا. أصبحت دورية الوقائع الجارية أول صحيفة إيرانية حديثة تنشر مقالات إخبارية عالمية وفيها صفحة أحداث وصفحة للأطفال والمراهقين وترجمة للمقالات الأجنبية. بعد عزل أمير كبير، تسلم الإدارة آخرون، لكن، قبل أن تُحظر الصحيفة، لم يكن على مقالاتها وأخبارها رقابة.
واجه أمير كبير العديد من المشاكل مع العلماء (علماء الدين) خلال فترة توليه رئاسة الوزراء. انتقدوا أمير كبير لافتتاحه دار الفنون، بحجة أن التدريس بنفس طريقة «مكتب خانه (الكتاتيب)» التقليدية هو الطريقة الأفضل. على الرغم من أن أمير كبير كان ابن طاه ودرس سرًا، إلا أنه كره خرافات العلماء وإساءاتهم. عندما حد أمير كبير من سلطة رجال الدين، عارضه ميرزا عبد القاسم طهراني واحتمى في ضريح شاه عبد العظيم. ردًا على ذلك، هاجم أمير كبير الضريح ووضع عبد القاسم طهراني قيد الإقامة الجبرية.
حارب أمير كبير الرشوة أثناء توليه رئاسة الوزراء. أمر بقطع المتحصلات التي لا تُحصى والمزايا المفرطة التي يتلقاها الحاشية والأمراء من الجهات الحكومية. خفض راتب الملك إلى ألفي تومان في الشهر. أنهى فساد رئيس الوزراء السابق، حاجي ميرزا آقاسي. أعاد تنظيم قوانين الضرائب وعدل بيان الدخل. صادر أمير كبير أيضًا حقوق من لم يدفعوا الضرائب.
لطالما عارض عدد من أقارب الشاه وجود أمير كبير في بلاط ناصر الدين شاه، بمن فيهم ملك جهان خانم، والدة الشاه، وميرزا آقا خان نوري؛ أدت جهود هؤلاء الأشخاص في النهاية إلى إقالة أمير كبير من منصبه. افترى بعض رجال الحاشية على أمير كبير بأنه يسعى إلى عرش الملكية، لأنه يقف في طريق مصالحهم الخاصة.
اغتيل أمير كبير يوم السبت الموافق 10 يناير 1852 في حمام فين في كاشان.

## مفكرو ما قبل الدستور
تَمثل الأساس الفكري للعديد من مفكري هذه الفترة بعمل ثلاثة فلاسفة وكتاب هم ميرزا فتالي أخوندوف وميرزا عبد الرحيم طالبوف تبريزي ويوسف خان مستشار الدولة. كان هؤلاء المفكرون الثلاثة مؤثرين للغاية بين معاصريهم بأعمال عن القومية والعلمانية والدستورية.
اشتهر أخوندوف بأنه أول منظر عن القومية الإيرانية. اعتبر أنه حتى تكون إيرانيًا يجب أن تكون جزءًا من الأمة الإيرانية ومخلصًا للوطن وليس شرطًا انتماءك للثقافة الإيرانية الإسلامية. تُعد أطروحة مكاتبات لأخوندوف من بين أعظمَ أعماله، شرح فيها نظريته المثيرة للجدل عن الليبرتارية. بالنسبة لأخوندوف، تعني الليبرتارية أن يحظ كل إنسان بالحرية الكاملة متى ما دخل هذا العالم. رأى أن هناك نوعان للحرية الكاملة: حرية روحية وحرية جسدية. اعتبر أن الدين يسلب الحرية الروحية من الفرد. فيما يتعلق بالحرية الجسدية، اعتقد أن الحكومات الاستبدادية تستلبها من الشعب لمصالحها الخاصة. اعتبر مجموع هاتين الحريتين، الروحية والجسدية، حرية كاملة وقال إن هذه الحالات موضحة بشكل عام في الكتب الغربية. أعرب عن اعتقاده بأن شعوب آسيا قد حُرمت من الحرية الكاملة، وحُرمت تمامًا من التمتع بالمساواة وعطايا حقوق الإنسان، ولم تكن قادرة على إدراك هذا الحرمان.
كان ميرزا عبد الرحيم طالبوف تبريزي أحد مفكري فترة ما قبل الثورة الدستورية في إيران. بدأ بعد أخوندوف، وهو في سن الخامسة والخمسين، بكتابة أعمال عن النقد الاجتماعي والقومي والديني. خلال حياته الطويلة، مر طالبوف بفترة اتبع فيها الحضارة الغربية، وخاصة فرنسا، كنموذج للحياة السياسية والاجتماعية والاقتصادية للشعب الإيراني. وعليه، كان أحد أهم موضوعات أعماله نمذجة الحضارة الغربية وفي نفس الوقت معارضة تأثير الاستعمار. اشتهر طالبوف بكتابه المعنون كتاب أحمد، الذي استوحاه من كتاب إيميلي لجان جاك روسو. في هذا الكتاب، سعى طالبوف إلى هدفين: الأول، تقديم المعرفة والعلوم الجديدين للمجتمع. الثاني، إضفاء الطابع المؤسساتي على وجهة النظر النقدية في المجتمع وخاصة عند الأطفال. على عكس تقاليد التعليم القديم، الذي لم يسمح بالنقد والجدل، حاول طالبوف في كتابه الحث على التساؤل واتباع أسلوب الحوار مع الطفل باعتباره الطريقة السليمة الوحيدة لمعاملته. كان طالبوف مهتمًا جدًا بالقومية، ولأول مرة بين الإيرانيين، وجد الحرية في القومية وأسند مفهومها إلى أساس «معرفة تاريخ الفرد وماضيه» وليس من منطلق العنصرية. اعتبر طالبوف أيضًا أن جميع الأشخاص الذين عاشوا في إيران هم ورثة ثقافة إيران القديمة.
يُعد يوسف خان مستشار الدولة، المعروف بين الجيلين الأول والثاني من المثقفين الإيرانيين «بالتحرري المضطهَد»، أحد الرواد والليبرتاريين في عهد ناصر الدين شاه ومؤلف الكتاب الشهير كلمة، يُعرف هذا الكتاب بأنه أول وثيقة مكتوبة لبداية الحداثة في إيران. كُتب عام 1868، أي قبل الثورة الدستورية بنحو 36 عامًا، في باريس. اختار مستشار الدولة، وهو نفسه عضو في محفل أوريان الماسوني الكبير، موادًا من الدستور الفرنسي والإعلان الفرنسي لحقوق الإنسان والمواطنة وحاول أن يُظهر لرجال الدين والشيوخ الإيرانيين أن هذه القوانين لا تتعارض مع القرآن. وفقًا لمستشار الدولة، سلّم الكتاب بشرعةٍ يكون فيها الملك والمتسول متساويين. كتاب كلمة علماني جدًا في هذا الشأن.
كانت أفكار مستشار الدولة غير متوافقة مع مزاج ناصر الدين شاه، لذلك أُصابه نفس المصير الذي حل بكل الليبرتاريين في ذلك الوقت. كُبل بالسلاسل وسُجن في قصر الركنية عام 1891 من قِبل الشاه. كان بمفرده في السجن ولم يُسمح له بمقابلة أي شخص، ولا حتى غيره من السجناء في قزوين. تعرض للتعذيب في السجن وتوفي بعد ذلك ببضع سنوات عام 1895.